# Além do Nosso Olhar
Além do Nosso Olhar é o oitavo álbum de estúdio da dupla sertaneja Rayssa e Ravel, lançado em 2004 pela gravadora MK Music.
O disco, que segue a linha musical de Inesquecível (2002) e não possui sonoridade sertaneja, foi o segundo e último disco da dupla produzido e arranjado por Jairinho Manhães. O projeto alcançou maior notoriedade que o anterior e foi certificado com disco de ouro pela ABPD ainda no mesmo ano.

## Antecedentes
Em 2002, a dupla lançou Inesquecível, primeiro trabalho da dupla com repertório exclusivamente pentecostal e com a produção musical de Jairinho Manhães. O projeto foi um sucesso comercial, especialmente pelo sucesso das músicas "Quando Ele Decide" e "Deus de Milagres", que receberam versão em videoclipe. A dupla, então, decidiu produzir uma continuação do projeto, que se tornaria Além do Nosso Olhar.

## Gravação
Na época de lançamento, em entrevista ao programa Conexão Gospel, a dupla defendeu que o álbum daria uma sequência para Inesquecível e Rayssa Peres disse:
Esse CD veio para ser uma continuação do Inesquecível, porque o Inesquecível foi um CD para abrir águas no nosso ministério. Foi um CD que mudou completamente a nossa vida. Ou melhor, nós fomos mudados antes para podermos fazer o Inesquecível. Este CD é o fruto de tudo isso.
Além do Nosso Olhar carregou várias semelhanças com Inesquecível, o trabalho anterior da dupla, sobretudo pelos músicos participantes. Jairinho continuou como produtor. Na época, Ravel chegou a dizer que "ele superou o que a gente pensava e conseguiu superar o Inesquecível". O disco trouxe vários compositores já presentes em Inesquecível, como Elizeu Gomes e Rozeane Ribeiro, mas o repertório também incluiu compositores até então nunca gravados pela dupla, como Vanilda Bordieri, Beno César e Marcus Salles. Além do Nosso Olhar foi o único álbum da dupla a não ter nenhuma composição de Ravel e o último por anos a ter composição de Wanderly Macedo, recorrente nos primeiros trabalhos da dupla, que assinou "A Última Lágrima". Também foi o último trabalho inédito da dupla com Jairinho como produtor.

## Lançamento e recepção
| Críticas profissionais | Críticas profissionais |
| Avaliações da crítica  | Avaliações da crítica  |
| Fonte                  | Avaliação              |
| ---------------------- | ---------------------- |
| Super Gospel           | [ 8 ]                  |

Além do Nosso Olhar foi lançado em fevereiro de 2004 pela gravadora carioca MK Music e foi um sucesso comercial imediato. O projeto rendeu o primeiro disco de ouro da carreira da dupla, vendendo mais de 100 mil cópias ainda em 2004. "Além do Nosso Olhar" recebeu versão em videoclipe, com direção de PC Junior. "A Fila da Promessa" chegou a ter um miniclipe, com um trecho da canção.
Retrospectivamente, em 2017, o álbum recebeu uma cotação de 2 estrelas de 5 do portal Super Gospel, com a justificativa de que o álbum "ainda mantém um caráter excessivamente caricato para Rayssa & Ravel, especialmente para Rayssa, que traz interpretações mais graves do que de costume".

## Faixas
A seguir lista-se as faixas, compositores e durações de cada canção de Além do Nosso Olhar, segundo o encarte do disco.
| N.º            | Título                    | Compositor(es)              | Duração |  |
| 1.             | "Além do Nosso Olhar"     | Vanilda Bordieri            | 4:04    |  |
| 2.             | "Quem Pode Impedir?"      | Denny                       | 2:42    |  |
| 3.             | "Abra Meus Olhos"         | Samuel Silva                | 4:10    |  |
| 4.             | "Senhor dos Senhores"     | Elizeu Gomes                | 4:38    |  |
| 5.             | "Toca em Jesus"           | Vânia Santos                | 5:23    |  |
| 6.             | "A Fila da Promessa"      | Solange de César Beno César | 4:06    |  |
| 7.             | "Banquete de Unção"       | Rayssa                      | 4:23    |  |
| 8.             | "Isso que é Deus"         | Rayssa Denny                | 4:23    |  |
| 9.             | "Jeová Está Aqui"         | Rozeane Ribeiro             | 3:37    |  |
| 10.            | "Te Apresento o Meu Deus" | Flávia Afonso               | 4:00    |  |
| 11.            | "Não Vou Parar"           | Marcus Salles               | 4:17    |  |
| 12.            | "A Última Lágrima"        | Wanderly Macedo             | 4:04    |  |
| Duração total: | Duração total:            | Duração total:              | 45:16   |  |